# Miracle (canção de Super Junior)
"Miracle" é um single promocional lançado pela boy band sul-coreana Super Junior, através da SM Entertainment. Foi a segunda canção usada para promover o álbum de estréia do grupo, SuperJunior05 (Twins). A canção foi lançada e performada pela primeira vez em 12 de fevereiro de 2006, no Inkigayo.
"Miracle" foi uma das primeiras canções produzidas pela SM Entertainment a alcançar as paradas musicais internacionais da Tailândia.

## História
"Miracle" foi lançada oficialmente no álbum SuperJunior05 (Twins), em 5 de dezembro de 2005, porém, as promoções oficiais da canção só começaram dia 12 de fevereiro de 2006, no Inkigayo. O single promocional é mais longo do que a canção lançada originalmente no álbum, sendo adicionadas uma ponte e dois a mais de Siwon e Ryeowook. Por ser umja típica canção de bubblegum pop, a canção alcançou grande popularidade entre jovens, alcançando o primeiro lugar nas paradas musicais sul-coreanas e tailandesas.

## Recepção e sucesso
"Miracle" alcançou o primeiro lugar em diversas paradas de singles da Coreia do Sul quando foi lançada, obtendo um resultado mais satisfatório que o do single anterior, "Twins (Knock Out)". A canção ficou em primeiro lugar no ranking Airplay por três semanas consecutivas. Apesar do enorme sucesso, a canção não ganhou o prêmio de Mutizen Song do Inkigayo. No entanto, o single continuou a receber o sucesso e estreou em número nas paradas da Tailândia em 21 de março de 2006. "Miracle" foi a segunda música produzida pela SM Entertainment que liderou as paradas musicais internacionais tailandesas, atrás apenas de "Rising Sun" do TVXQ. "Miracle" ficou em primeiro lugar por quatro semanas consecutivas.

## Versão em mandarim
Uma versão cover da canção foi lançada em 2008, pelo subgrupo do Super Junior, Super Junior-M, no álbum de estréia Me. A canção foi remixada e o título traduzido do mandarim foi mudado para "You Are My Miracle".

## Vídeo musical
Filmado em um estúdio de dança, o vídeo musical mostra o grupo enquanto performam coreografia. Outras partes do vídeo musical formam filmadas dentro de um ônibus de viagem e na cidade, onde os fãs gritam e acenam para o grupo. O vídeo musical foi lançado em 24 de fevereiro de 2006.

## Lista de faixas
| N.º            | Título         | Letras         | Música                   | Duração |  |
| 1.             | "Miracle"      | Yoon Hyo-sang  | La Verdi, Thomas Charles | 03:22   |  |
| Duração total: | Duração total: | Duração total: | Duração total:           | 03:22   |  |

## Créditos
- Super Junior – Vocais principais e de fundo
- Yoon Hyo-sang – Letra
- La Verdi, Thomas Charles – Música